# Vipera (film)
Pour le serpent, voir Vipera.
Pour plus de détails, voir Fiche technique et Distribution.
Vipera est un film italien réalisé par Sergio Citti, sorti en 2000.

## Fiche technique
Sauf indication contraire, les informations mentionnées dans cette section peuvent être confirmées par la base de données cinématographiques IMDb,  présente dans la section « Liens externes ».
- Titre original : Vipera[1],[2]
- Réalisation : Sergio Citti
- Scénario : Vincenzo Cerami et Sergio Citti
- Production : Francesco Belfiore
- Musique : Nicola Piovani
- Photographie : Blasco Giurato
- Montage : Ugo De Rossi
- Société de production : Cosmo Productions
- Pays de production :  Italie
- Langue de tournage : italien
- Format : Couleurs - Stéréo
- Genre : Drame
- Durée : 90 minutes (1h30)[1]
- Dates de sortie : 
  - Italie : novembre 2000 (Festival de Salerno (it)) ; 11 mai 2001 (sortie nationale)

## Distribution
- Harvey Keitel : Leone
- Giancarlo Giannini : Guastamacchia
- Elide Melli : Vipera
- Larissa Volpentesta : Rosetta enfant
- Annalisa Schettino : Rosetta adulte
- Rosario Ainnusa : Fortunato
- Paolo Pini : Luca
- Goffredo Fofi